# Friedenskirche (Königsberg)

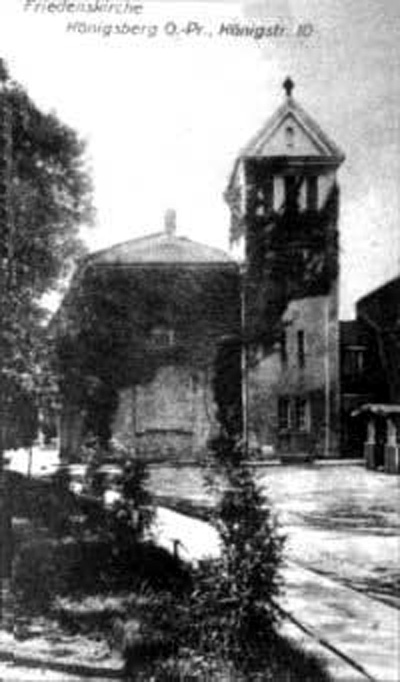
Friedenskirche (1913)

Die Friedenskirche war eine Kirche in der Königstraße 10 in Königsberg. Sie wurde 1913 gebaut und unterstand der Altrossgärtner Kirche. 1924 wurde sie selbständig. Im allgemeinen Sprachgebrauch nannte man sie auch „Hofkirche“, weil sie in einem zurückliegenden Garten stand. Die Pfarrer waren Heinrich Federmann und Ernst Czygan. Die Kirche wurde in der Schlacht um Königsberg stark zerstört und nicht wiederaufgebaut.